# Mutant Penguins
Mutant Penguins (ook wel Attack of the Mutant Penguins) is een videospel voor het platform Atari Jaguar. Het spel werd uitgebracht in 1996. Het speelveld wordt isometrisch weergegeven.